# Cita con la muerte
Cita con la muerte é uma telenovela mexicana, produzida pela Televisa e exibida em 1963 pelo Telesistema Mexicano.

## Elenco
- Jacqueline Andere
- Ariadna Welter
- Rafael Banquells
- Luis Aragón